# Andreas Fuchs (Rechtswissenschaftler)
Andreas Fuchs (* 1958) ist ein deutscher Rechtswissenschaftler.

## Leben
Von 1978 bis 1983 studierte er Rechtswissenschaft an der Georg-August-Universität Göttingen; Stipendiat der Studienstiftung des deutschen Volkes. Nach dem ersten juristischen Staatsexamen 1983 absolvierte er von 1984 bis 1985 ein LL.M.-Studium an der University of Michigan, Ann Arbor, gefördert durch die Studienstiftung des deutschen Volkes und von 1986 bis 1988 die Referendarsausbildung im Bezirk des OLG Celle. Nach der Promotion 1988 zum Dr. jur. in Göttingen und dem zweiten juristischen Staatsexamen 1989, Zulassung als Rechtsanwalt war er von 1989 bis 1991 Syndikus in der Rechtsabteilung eines internationalen Industrieunternehmens in Hannover.
Von 1991 bis 1998 war er wissenschaftlicher Assistent an der Georg-August-Universität Göttingen in der Abteilung für Internationales und Ausländisches Wirtschaftsrecht am Lehrstuhl von Ulrich Immenga. Nach der Habilitation 1998 an der Georg-August-Universität Göttingen. Erteilung der venia legendi für die Fächer Bürgerliches Recht, Handelsrecht, deutsches und europäisches Wirtschaftsrecht, Internationales Privatrecht und Rechtsvergleichung vertrat er 1998 einen C4-Lehrstuhl für Bürgerliches Recht an der Universität zu Köln. Von 1998 bis 1999 vertrat er die Professur für Bürgerliches Recht und Gewerblichen Rechtsschutz an der Albert-Ludwigs-Universität Freiburg. Von 1999 bis 2003 lehrte er als ordentlicher Professor an der Universität Konstanz. Seit 2003 lehrt er als ordentlicher Professor an der Universität Osnabrück. Seit 2003 ist er geschäftsführender Direktor des Instituts für Handels- und Wirtschaftsrecht. Seit 2003 ist er Direktor des Instituts für Mittelstandsfragen Osnabrück (IFMOS). Von März bis September 2003 war er Mitglied der Expertenkommission zur 7. GWB-Novelle beim Bundesministerium für Wirtschaft und Arbeit. Am 20. September 2004 wurde er als Sachverständiger zur 7. GWB-Novelle vor dem Ausschuss für Wirtschaft und Arbeit des Deutschen Bundestages angehört. Von 2005 bis 2007 war er Dekan des Fachbereichs Rechtswissenschaften der Universität Osnabrück. Seit 2006 ist er Mitglied des Ständigen Ausschusses des Deutschen Juristen-Fakultätentages. Von 2007 bis 2009 war er Prodekan des Fachbereichs Rechtswissenschaften der Universität Osnabrück. Von 2008 bis 2011 war er Sprecher der zivilrechtlichen Säule des FB Rechtswissenschaften der Universität Osnabrück. Seit 2013 ist er Mitglied des Fachbeirats des Max-Planck-Instituts für Innovation und Wettbewerb.

## Schriften (Auswahl)
- Kartellrechtliche Grenzen der Forschungskooperation. Eine vergleichende Untersuchung nach US-amerikanischem, europäischem und deutschem Recht. Baden-Baden 1989, ISBN 3-7890-1718-3.
- als Herausgeber: Wirtschafts- und Privatrecht im Spannungsfeld von Privatautonomie, Wettbewerb und Regulierung. Festschrift für Ulrich Immenga zum 70. Geburtstag. München 2004, ISBN 3-406-52356-0.
- mit Matthias Rossi und Hans D. Jarass: Die Regionalisierung der gewerblichen Lottovermittlung nach dem Glücksspieländerungsstaatsvertrag. Gutachten zur Frage der Vereinbarkeit mit dem deutschen und europäischen Verfassungs- und Wettbewerbsrecht. München 2014, ISBN 978-3-939438-22-9.
- als Herausgeber: Wertpapierhandelsgesetz. Kommentar. München 2016, ISBN 3-406-64892-4.